# 柳橋 (台東區)
柳橋（日语：／ Yanagibashi */?）是日本東京都台東區的町名。現行行政地名為柳橋一丁目與柳橋二丁目。已實施住居表示。郵遞區號111-0052。

## 地理
位於台東區南端，鄰中央區，千代田區。

## 歷史
柳橋位在1630年江戶時代德川幕府所設置的米倉「淺草御藏」所在地，現在的柳橋二丁目是三河岡崎藩邸與信濃上田藩邸等的武家屋敷。江戶時代以後為官有地。柳橋1丁目有多間江戶前料亭，以柳橋藝妓聞名。

### 地名由來
名稱來自神田川與隅田川匯流處的橋梁「柳橋」。1934年町名變更，從前的下平右衛門町大部分、新森田町、新片町、旅籠町大部分編入淺草區柳橋一丁目，旅籠町一部分、旅籠町二丁目、瓦町東部、須賀町東部、御藏前片町東部編入同區柳橋二丁目。1964年實施住居表示。

## 備註
1. ↑  住民基本台帳による町丁名別世帯人口数 平成２５年８月１日現在[永久]

## 外部連結
- 台東區官方網站